# Sankt Jørgens Kilde (Kettrup Sogn)
Sankt Jørgens Kilde ligger i Kettrup Sogn i Vester Han Herred. 
Kilden, som er en sumpkilde, fandtes til omkring 1870 ved den berømte hulvej Husby Hole nord for Husby ved Sankt Jørgensbjerg hvor kildens vandåre blev ødelagt ved brøndgravning. 
Kilden fungerede blandt andet som vandforsyning under det nordjyske bondeoprør ved vognborgen som bondehæren oprettede ved Husby Hole. 
Kilden blev senere overtaget af Kirken og ligger på gammel præstegårdsjord. Indtil 1700 tallet blev kilden besøgt som lægedomskilde.
|  | Denne artikel kan blive bedre, hvis der indsættes geografiske koordinater Denne artikel omhandler et emne, som har en geografisk lokation. Du kan hjælpe ved at indsætte koordinater i wikidata. |